# Rivaldo Hernández
Rivaldo Antonio Hernández Pizarro (Antofagasta, Chile, 16 de junio de 2002), es un futbolista chileno, juega de defensa, Actualmente es parte del plantel de Cobreloa.

## Trayectoria
Oriundo de Antofagasta, comenzó a jugar al fútbol a los 3 años, como arquero, para luego pasar a jugar de delantero. Luego, pasó a integrar las divisiones inferiores de Deportes Antofagasta, donde pasó a jugar como lateral derecho.
El año 2018 se probó en las divisiones inferiores de Cobreloa, donde quedó al primer día. En noviembre de 2021, firmó su primer contrato como profesional, hasta fines de la temporada 2024. Debutó profesionalmente el 27 de marzo de 2022, en la victoria de Cobreloa ante Deportes Iquique por 2:0, en partido válido por el campeonato de la Primera B, ingresando por Maximiliano Cerato.

## Clubes
| Club             | Div.          | Temporada     | Liga  | Liga  | Copas nacionales | Copas nacionales | Torneos internacionales | Torneos internacionales | Total | Total |
| Club             | Div.          | Temporada     | Part. | Goles | Part.            | Goles            | Part.                   | Goles                   | Part. | Goles |
| ---------------- | ------------- | ------------- | ----- | ----- | ---------------- | ---------------- | ----------------------- | ----------------------- | ----- | ----- |
| Cobreloa · Chile | 2.ª           | 2022          | 4     | 0     | 3                | 0                | —                       | —                       | 7     | 0     |
| Cobreloa · Chile | 2.ª           | 2023          | 23    | 0     | 6                | 0                | —                       | —                       | 29    | 0     |
| Cobreloa · Chile | 2.ª           | 2024          | 0     | 0     | 0                | 0                | —                       | —                       | 0     | 0     |
| Cobreloa · Chile | Total club    | Total club    | 27    | 0     | 9                | 0                | 0                       | 0                       | 36    | 0     |
| Total carrera    | Total carrera | Total carrera | 27    | 0     | 9                | 0                | 0                       | 0                       | 36    | 0     |
| 1. 2.            |               |               |       |       |                  |                  |                         |                         |       |       |

## Palmarés

### Campeonatos nacionales
| Título    | Equipo   | País  | Año  |
| --------- | -------- | ----- | ---- |
| Primera B | Cobreloa | Chile | 2023 |